# Agrippa Menenius Lanatus (consul in 439 v.Chr.)
Agrippa Menenius Lanatus was een Romeinse consul in 439 v.Chr. ten tijde van de Romeinse Republiek.
Hij behoorde tot de patricische gens Menenia. Zijn vader Titus Menenius Lanatus was in 477 v.Chr. consul.

## Politieke loopbaan
In 442 v.Chr. was hij een van de drie triumviri die verantwoordelijk was voor de kolonisatie van Ardea, voornamelijk door Rutuli.
In 440 v.Chr. heerste vanwege misoogsten een hongersnood in Rome, waarvan de rijke plebejer Spurius Maelius profiteerde door elders graan op te kopen en dit in de stad uit te delen. Hij hoopte vanwege zijn plotselinge populariteit tot consul te worden verkozen.
In 439 v.Chr. werden echter Menenius en Titus Quinctius Capitolinus Barbatus tot consul verkozen. De senaat kreeg daarop te horen dat Spurius Maelius een staatsgreep voorbereidde. De senaat beschuldigde de consuls ervan niet op tijd te hebben ingegrepen, waarop Quinctius zich verdedigde door te verklaren dat vanwege de in 449 v.Chr. aangenomen leges Horatiae Valeriae niet zomaar tegen een plebejer kon worden optreden. De consuls benoemden daarop tachtiger Lucius Quinctius Cincinnatus tot dictator om orde op zaken te stellen. Deze benoemde Gaius Servilius Ahala tot zijn secondant ofwel magister equitum. Servilius riep op het forum Spurius Maelius op om voor de dictator te verschijnen, maar deze sloeg op de vlucht, waarop Servilius hem doodde. De bezittingen van de plebejer werden verkocht en diens huis werd met de grond gelijk gemaakt. Het volgende jaar werden geen consuls maar consulaire tribunen aangesteld.